# Балка Канцерівська
Балка Канцерівська — ботанічний заказник місцевого значення. Об'єкт розташований на території Запорізького району Запорізької області, біля села Бабурка.
Площа — 20 га, статус отриманий у 1980 році.
Статус надано з метою охорони місць зростання лікарських рослин. Охороняється цілинна балка де зростають куртинами та поодинокими кущами шипшина і глід.
У заказнику трапляються представники раритетної весняної флори, в тому числі занесені до Червоної книги України: горицвіт волзький, сон лучний, брандушка різнобарвна, шафран сітчастий, рястка Буше, тюльпан дібровний та Червоного списку Запорізької області: півники карликові, зірочки цибулиноносні, зірочки богемські, белевалія сарматська, гіацинтик блідий, проліска дволиста. 

## Галерея

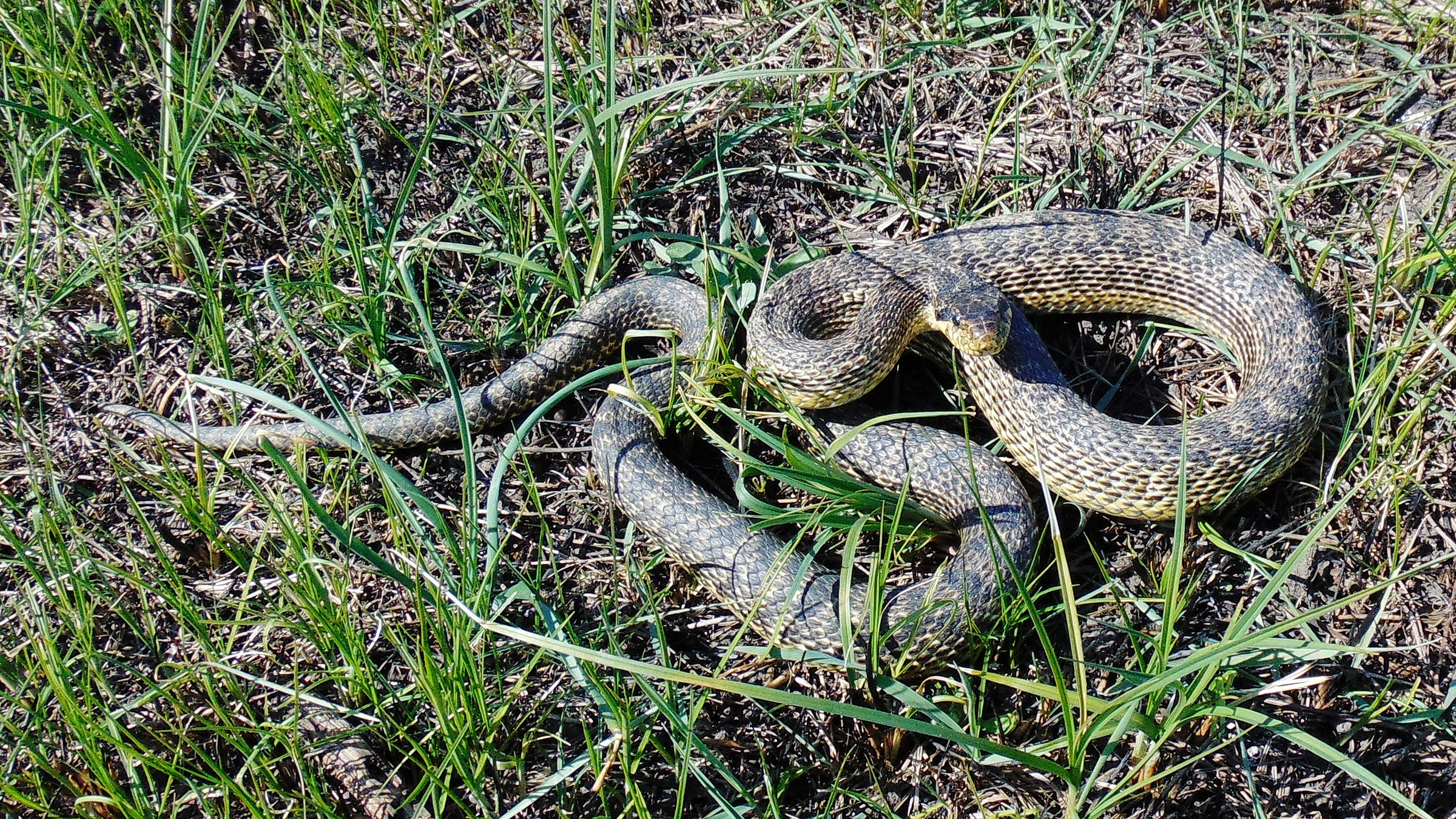
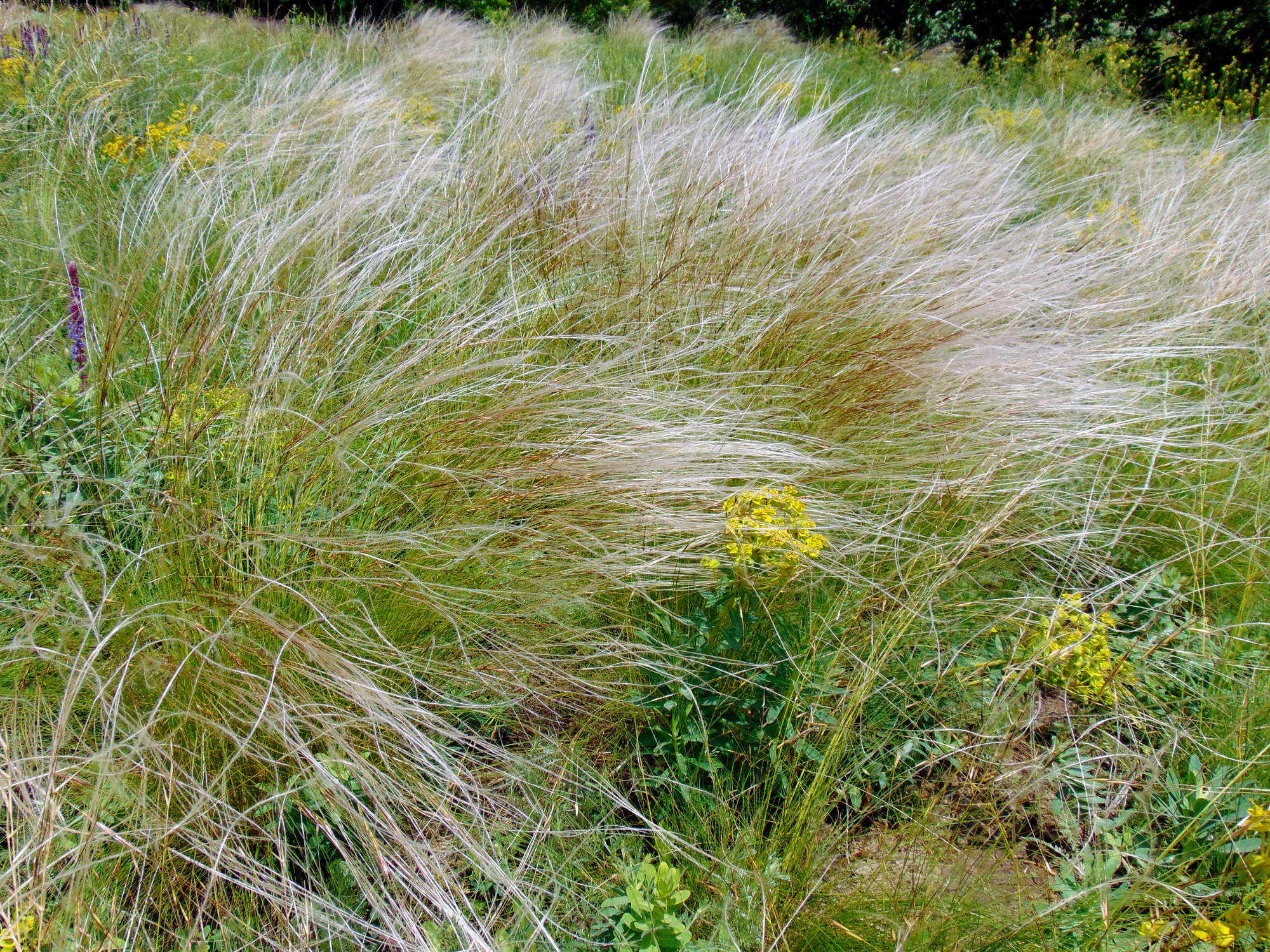
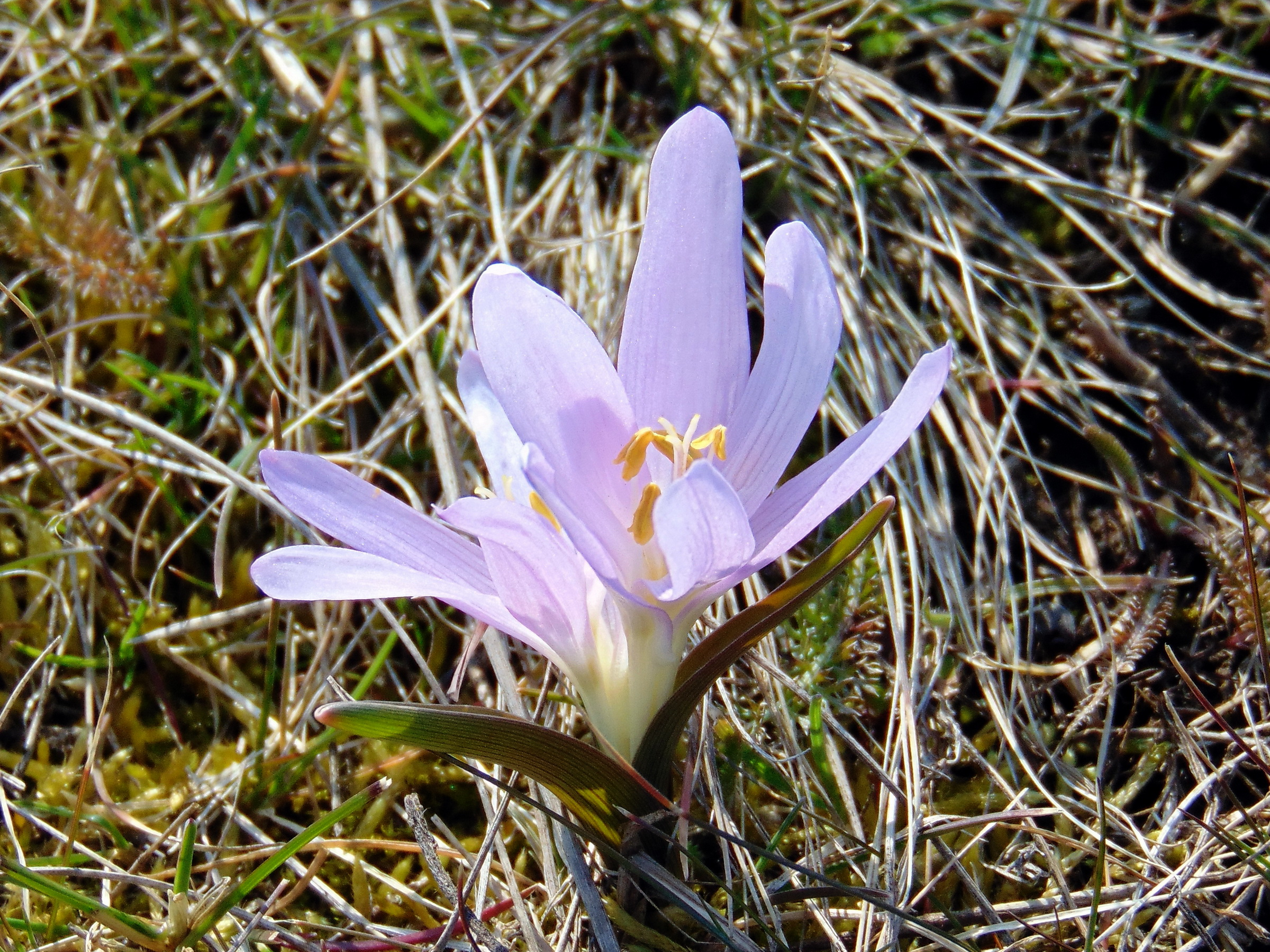
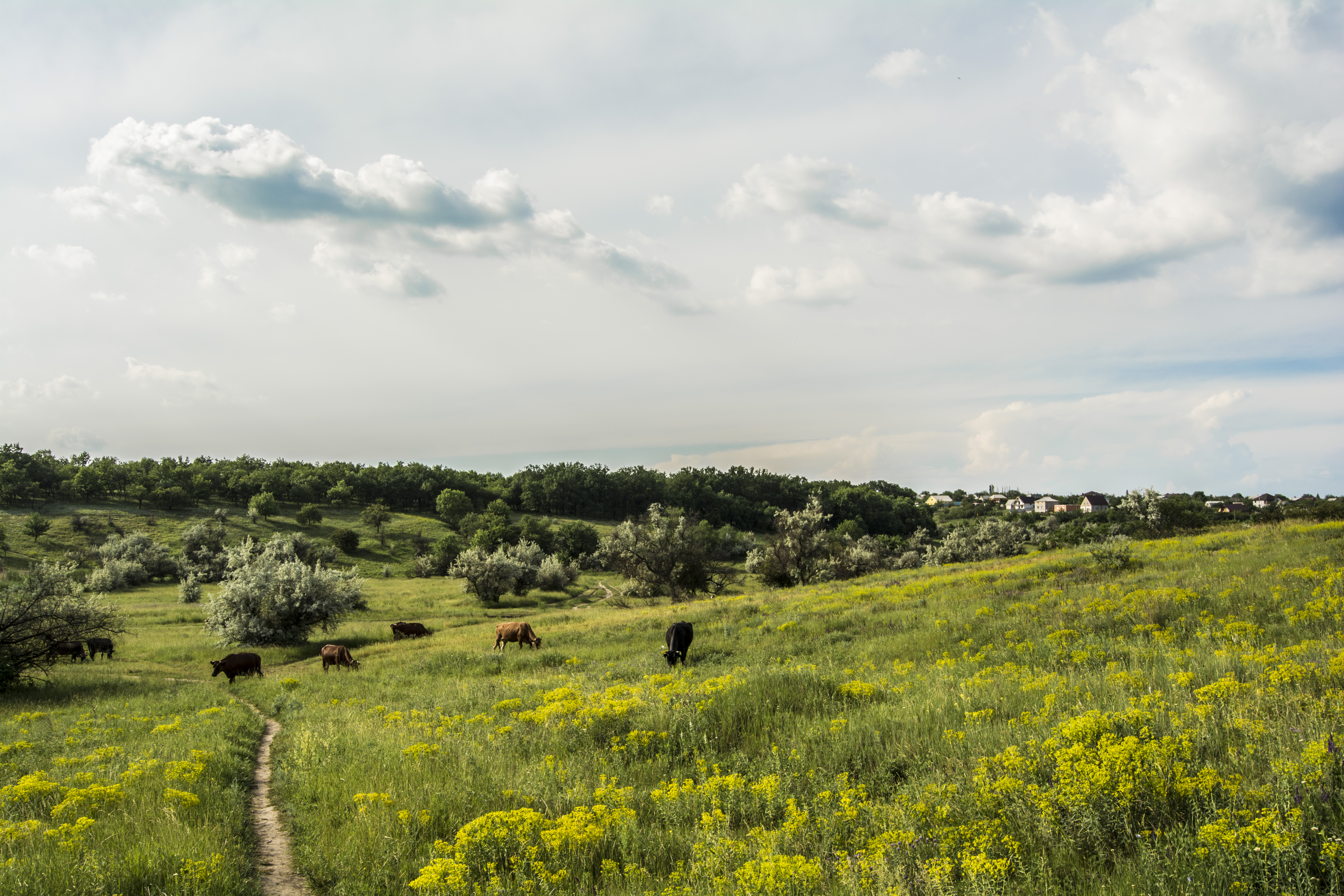
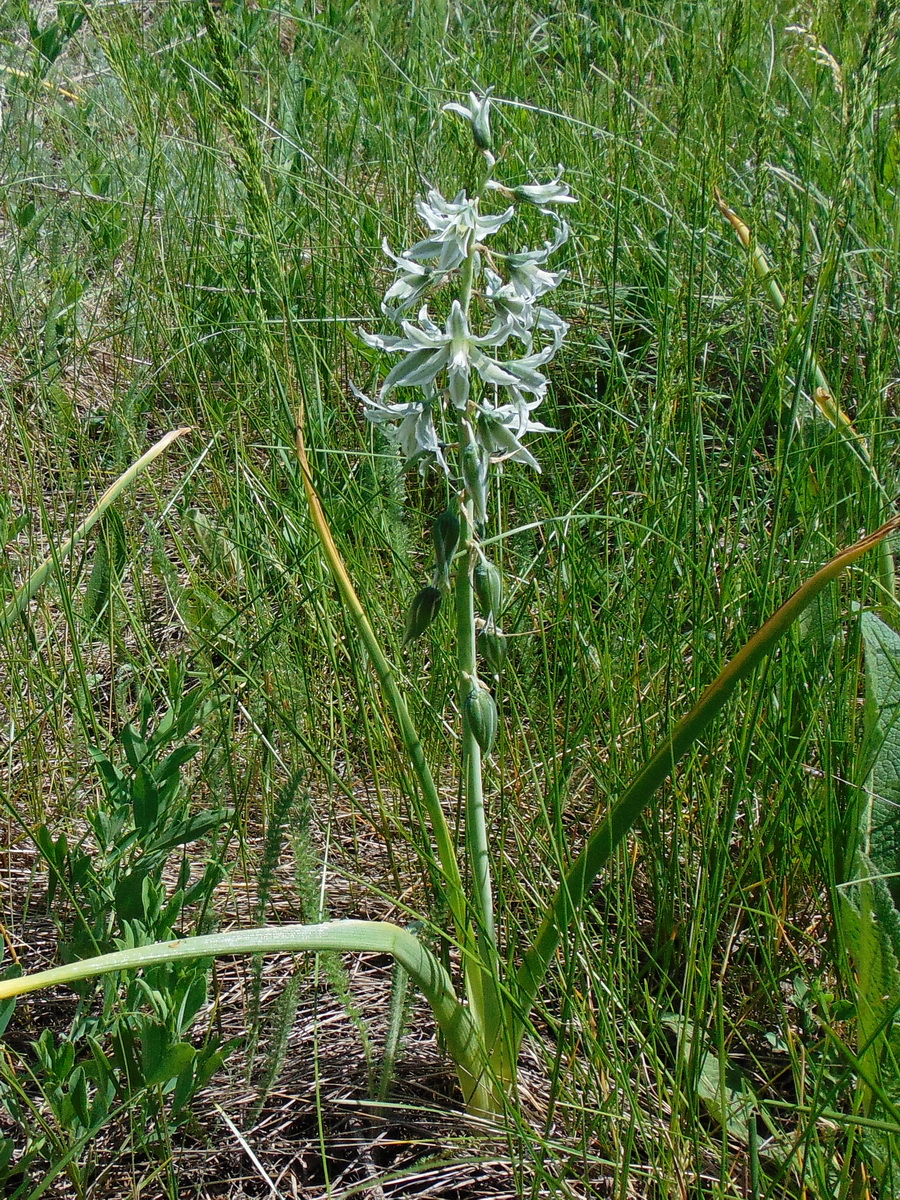
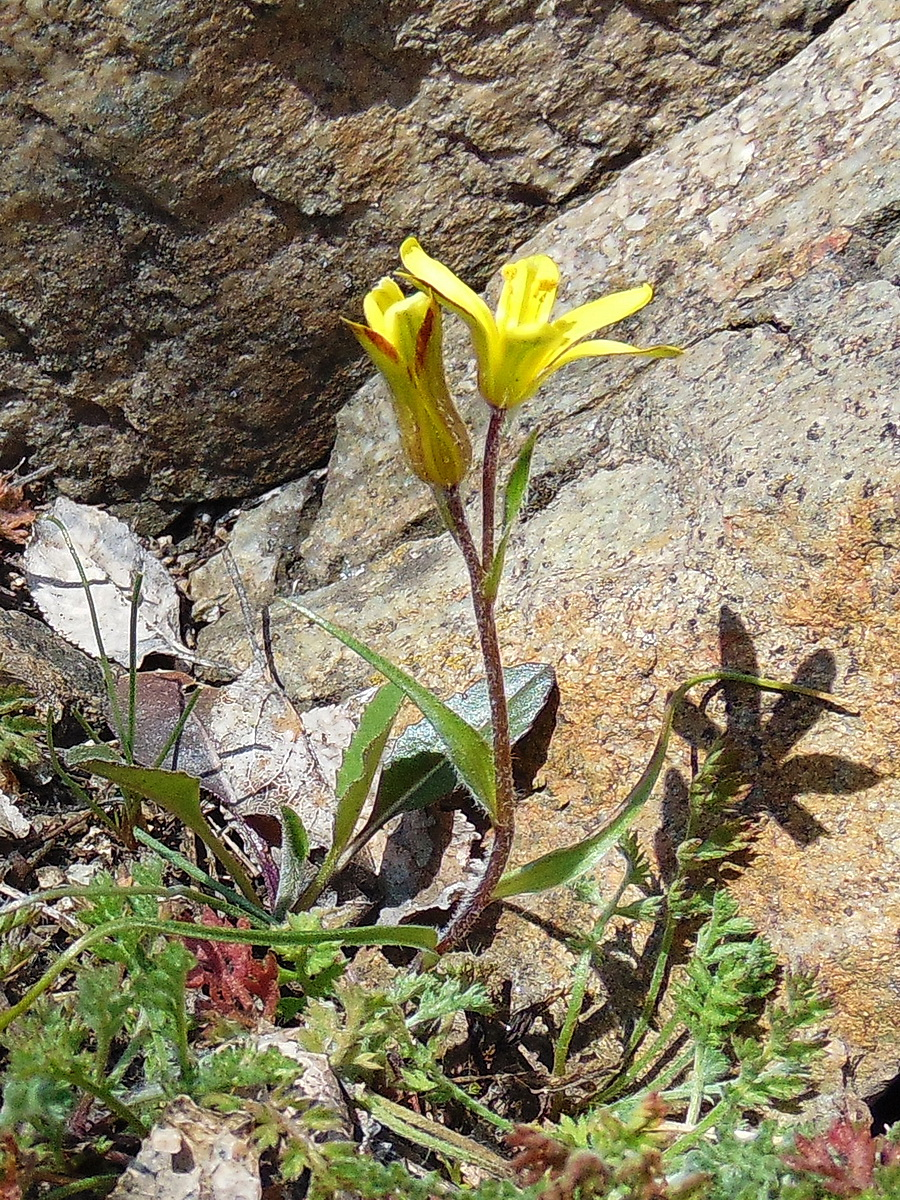